# Roope Tonteri
Roope Tonteri, né le 18 mars 1992, est un snowboardeur finlandais spécialisé dans les épreuves de slopestyle et de big air. 
Aux Championnats du monde de snowboard 2013 à Stoneham, il est sacré champion du monde en slopestyle et en big air. Il est le cinquième snowboardeur de l'histoire et le deuxième Finlandais après Antti Autti à réaliser ce doublé lors des Mondiaux.
Il conserve son titre de champion du monde de big air en 2015.